# Didacna praetrigonoides
Didacna praetrigonoides is een tweekleppigensoort uit de familie van de Cardiidae. De wetenschappelijke naam van de soort is voor het eerst geldig gepubliceerd in 1915 door Nalivkin & Anissimoff.